# شهدالي أدريس (تشين)
شهدالي أدریس (بالفارسية: شهدالی ادریس) هي قرية تقع في إيران في قسم تشین الريفي. يقدر عدد سكانها بـ 30 نسمة .